# Pedicularis tenacifolia
Pedicularis tenacifolia är en snyltrotsväxtart som beskrevs av Tsoong. Pedicularis tenacifolia ingår i släktet spiror, och familjen snyltrotsväxter. Inga underarter finns listade i Catalogue of Life.